# Люк Міллекампс
Люк Міллекампс (нід. Luc Millecamps, нар. 10 вересня 1951, Варегем) — бельгійський футболіст, що грав на позиції захисника.
Виступав, зокрема, за клуб «Варегем», а також національну збірну Бельгії.

## Клубна кар'єра
У дорослому футболі дебютував 1969 року виступами за команду клубу «Варегем», кольори якої і захищав протягом усієї своєї кар'єри гравця, що тривала цілих вісімнадцять років.  Більшість часу, проведеного у складі «Варегем», був основним гравцем захисту команди.

## Виступи за збірну
У 1979 році дебютував в офіційних матчах у складі національної збірної Бельгії. Протягом кар'єри у національній команді, яка тривала 5 років, провів у формі головної команди країни 35 матчів.
У складі збірної був учасником чемпіонату Європи 1980 року в Італії, де разом з командою здобув «срібло», чемпіонату світу 1982 року в Іспанії.

## Титули і досягнення
- Володар Кубка Бельгії: 1973–74
- Володар Суперкубка Бельгії: 1982
- Віце-чемпіон Європи: 1980